# Kilmarnock (Virginia)
Kilmarnock è un comune degli Stati Uniti d'America, situato nello Stato della Virginia, nella contea di Lancaster.